# أوسكار خاينادا
أوسكار خاينادا (بالإسبانية: Óscar Jaenada)‏ ممثل إسباني من مواليد (4 مايو من 1975 إيسبلوغاس دي يوبريغات، برشلونة، إسبانيا) من أصول غجرية.

## السيرة الذاتية
لعب الأدوار الأول له في 13 من عمره، في مسرحية لشكسبير. في ذلك الوقت، كان يحلم بأن يصبح مهندسا للطيران.
في عام 2011، انه دور البطولة في فيلم "قراصنة الكاريبي 4"، حيث من قبل ضابط إسباني، جنبا إلى جنب مع الجهات الفاعلة الأخرى مثل بينيلوبي كروز وجوني ديب، الذي لعب دور جاك سبارو، ودور والصورة هي التي أود أن أغتنم للأوسكار سلسلة من تيليسينكو «القراصنة» مع روبيو بيلار الذي لأول مرة هذا العام.

## الحياة الشخصية
أصبح لديها الآن ولدا مع الممثلة باربرا غويناغا ولدت في منتصف فبراير 2011.

## روابط خارجية
- أوسكار خاينادا على موقع IMDb (الإنجليزية)
- أوسكار خاينادا على موقع قاعدة بيانات الأفلام العربية
- أوسكار خاينادا على موقع ألو سيني (الفرنسية)
- أوسكار خاينادا على موقع تيرنر كلاسيك موفيز (الإنجليزية)
- أوسكار خاينادا على موقع أول موفي (الإنجليزية)
- أوسكار خاينادا على موقع قاعدة بيانات الأفلام السويدية (السويدية)
- أوسكار خاينادا على موقع قاعدة بيانات الفيلم (الإنجليزية)
- أوسكار خاينادا على موقع ليتربوكسد (الإنجليزية)
- أوسكار خاينادا على موقع كينوبويسك (الروسية)